# Vulkangebiet von Campo de Calatrava
Das Vulkangebiet von Campo de Calatrava ist zusammen mit den Vulkanregionen der Garrotxa bei Olot in der Provinz Girona und des Cabo de Gata in der Provinz Almería eine der drei wichtigsten Zonen mit jungem Vulkanismus auf der Iberischen Halbinsel. Sie liegt in der Nähe der Stadt Ciudad Real in der autonomen Region Kastilien-La Mancha.
Die vulkanische Aktivität hat sich in der Zeit zwischen 1,75 und 8,7 Millionen Jahre vor heute im Pliozän und Quartär abgespielt. Damit ist sie ein geologisch recht junger Vulkanismus. Aus diesem Grund sind die Vulkangebäude zum großen Teil noch in ihrer ursprünglichen Gestalt erhalten, und die von ihnen erzeugten Ablagerungen sind bis heute gut zu beobachten.
Die Vulkanregion besitzt eine Fläche von mehr als 5.000 km² und umfasst über 300 verschiedene Vulkangebäude. Einige der Hauptorte, die im Vulkangebiet liegen, sind Ciudad Real, Almagro, Daimiel und Bolaños de Calatrava. Puertollano liegt nahe der Südgrenze des Vulkangebiets, wobei die am nächsten bei Almadén gelegenen Vulkane La Bienvenida und Cabezarados sind.

## Morphologische und genetische Aspekte

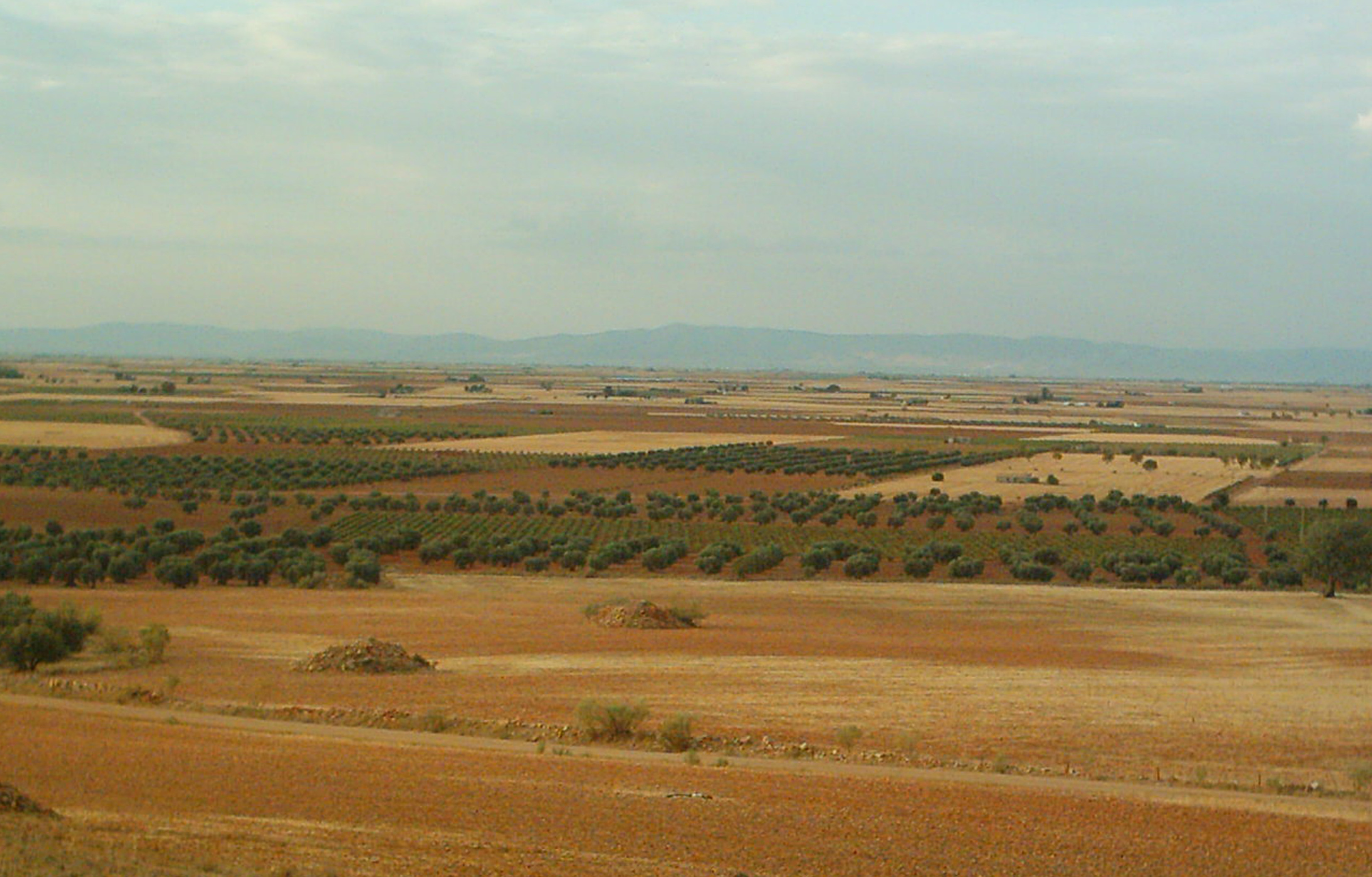
Die Region des Campo de Calatrava bei Bolaños

Die Morphologie der Region des Campo de Calatrava wird bedingt durch die Existenz einer Serie von pliozän-quartären Senken, die Gräben darstellen, welche durch paläozoische Quarzitrücken begrenzt werden. In den Gräben wird das Relief modifiziert durch die Existenz von Vulkangebäuden, die eine charakteristische und auffällige Oberflächengestalt erzeugen. Der Grad der Erhaltung dieser Geländeformen ist von verschiedenen Faktoren abhängig:
- Alter der Eruption (die jüngsten Vulkane sind am besten erhalten)
- ursprüngliche Form des Vulkans
- Volumen des ausgeworfenen Materials
- Art des ausgeworfenen Materials
- Ort der Entstehung (Senken oder Quarzitrücken)
- Existenz von bergbaulichen Abbaugebieten auf den Vulkanen

Alle diese Faktoren können die Identifizierung der vulkanischen Natur der betreffenden Landschaftsform erschweren.
Die Ausbruchsmechanismen, die die Geländeformen erzeugen, sind grundsätzlich zwei Arten zuzuordnen: strombolianischer und phreatomagmatischer Vulkanismus. Vulkane von hawaiischen Typ sind nicht vorhanden, auch wenn es an einigen strombolianischen Vulkanen zum Ausfluss nicht unerheblicher Lavamengen gekommen ist. Es ist in der Region übrigens ziemlich häufig, dass phreatomagmatischer und strombolianischer Vulkanismus im selben Ausbruchszentrum aufeinander folgen.

### Strombolianischer Vulkanismus
Der strombolianische Vulkanismus erzeugt kleine Vulkankegel, die heute zu abgerundeten Hügeln von je nach Grad der Erosion stumpf kegelförmiger bis halbkugelförmiger Form abgetragen wurden. Die Durchmesser liegen zwischen 100 und 2.000 m und die Höhen betragen 20 bis 120 Meter. Nur selten lassen sich Senken vom Typ Vulkankrater identifizieren. Von diesen Vulkanen können Lavaströme verschiedenen Ausmaßes ausgehen, die eine Länge von bis zu 7 Kilometern erreichen können. Beispiel für diesen Vulkantyp sind die Vulkane La Yezosa bei Almagro und der Cerro Gordo bei Valenzuela de Calatrava.

### Phreatomagmatischer Vulkanismus
Der phreatomagmatische Vulkanismus ist der häufigste in der Region und erzeugte den sehr charakteristischen Vulkantyp des Maares. Diese Vulkanform ist als solche im Gelände schwierig zu identifizieren. Sie erreicht Durchmesser von bis zu 1,5 km, einer der typischsten Vertreter dieses Vulkantyps ist der Hoya del Mortero bei Poblete.

## Petrographie
Die von den Vulkanen des Vulkangebietes von Campo de Calatrava ausgestoßenen vulkanischen Gesteine gehören petrographisch zu den Basalten im weiteren Sinne. Man kann sie sowohl nach ihrer Zusammensetzung als auch nach Textur unterscheiden. Die Zusammensetzung reicht vom olivinreichen Melilith über Limburgit, Olivin-Nephelinit, Basalt, Basanit zum Olivin-Leucitit. Die Textur gibt Anlass zur Unterscheidung von drei Typen: massive porphyrische Varietäten, pyroklastische Schlackenvarietäten und phreatomagmatische Ablagerungen.

### Massive porphyrische Varietäten
Die massiven porphyrische Varietäten weisen die namensgebende porphyrische Textur auf und werden ausschließlich aus Olivin oder aus Olivin mit Pyroxen in einer mikrokristallinen bis glasigen Grundmasse gebildet. Diese Grundmasse besteht aus Augit, Eisen-Titan-Oxiden (Magnetit-Ilmenit) und Olivin. Außerdem können Plagioklas, Foide, Melilith und vulkanisches Glas in verschiedenen Anteilen vorkommen, was die oben erwähnte feine petrographische Unterteilung erlaubt.
Gesteine dieser Varietäten werden als Pflasterstein für die Straßenbefestigung verwendet. Weiterhin kommen sie als Baustein, als gebrochener Zuschlagstoff und ganz speziell als Ballast für den Hochgeschwindigkeitszug Tren de Alta Velocidad zum Einsatz. Einer der größten Steinbrüche in diesen Gesteinen ist der von Morrón de Villamayor.

### Pyroklastische Schlackenvarietäten
Die pyroklastischen Schlackenvarietäten sind Gesteine mit zahlreichen Hohlräumen, die aus Material sehr verschiedener Korngrößen zusammengesetzt sein können. In diese Varietät gehören Gesteine aus sehr feinen und sogar pulverartigen Einzelbestandteilen über Zusammenballungen von großen Blöcken bis zu Fragmenten sehr unterschiedlicher Größe (Lapilli) mit vereinzelten vulkanischen Bomben.
Dieses Gestein wird in verschiedenen Steinbrüchen der Region abgebaut, seine Hauptverwendung ist die Herstellung von Puzzolane. Außerdem wurde es vielfach als Baustein verwendet, so etwa im Castillo von Calatrava la Nueva oder in der gotischen Kapelle Virgen de Zuqueca.

### Phreatomagmatische Ablagerungen
Die phreatomagmatische Ablagerungen sind normalerweise gut geschichtete Tuffe, wobei sich planare Schichtung von Schrägschichtung unterscheiden lässt. Darüber hinaus finden sich in den Tuffen Blöcke von nicht vulkanischem Material, vor allem Quarzit. Die Tuffe sind als lithische oder lithische Kristalltuffe anzusprechen, arm an mit den jeweiligen Vulkanausbruch verbundenen vulkanischen Gesteinen, wenig verfestigt und von unterschiedlicher Korngröße.
Die Tuffe werden ausschließlich als klassierter Zuschlagstoff verwendet.

## Geochemie
Aus geochemischer Sicht sind die Gesteine der Vulkanregion als alkalische Intraplattenbasalte anzusprechen, die aus Magmenkammern des Oberen Erdmantels stammen. Die Magmen sind primär, wie die geringen Nickelgehalte und das niedrige Verhältnis von MgO zu MgO+FeO zeigt. Der Aufstieg der Magmen wird aufgrund der geochemischen Charakteristika auf krustale Dehnung und die Existenz eine Mantel-Hotspots zurückgeführt.

## Begleitende mineralische Ablagerungen
Mit dem Magmatismus sind eine Reihe mineralischer Ablagerungen verbunden, die in zwei große Gruppen unterschieden werden können:
- Eisen-Mangan-Krusten
- Rasenerze mit Mangan-Kobalt-Oxiden

Vom mineralogischen Standpunkt sind die in den Erzvorkommen anzutreffenden Minerale komplexe Oxide und Hydroxide von Mangan (vor allem Kryptomelan und Lithiophorit). Diese Minerale sind erdartig, mikro- bis kryptokristallin und daher kaum von Interesse für den Mineraliensammler. In manchen Vorkommen haben sich durch den Transport solcher Krusten durch Niederschlagswasser Pisolitherze gebildet.
Ein Abbau der mit dem Vulkanismus verbundenen Erze lohnt sich nicht, da sie nicht in abbauwürdigen Mengen vorkommen, aufgrund ihrer Zusammensetzung sind sie jedoch weltweit einzigartig.